# ألعاب القوى في الألعاب البارالمبية الصيفية 2024 – سباق 5000 متر للرجال
| الرجال · تي 11 ‏ · تي 13 ‏ · تي 54 · النساء · تي 54 |

جرت منافسات سباق 5000 متر للرجال ضمن ألعاب القوى في الألعاب البارالمبية الصيفية 2024 في ملعب فرنسا خلال الفترة من 30 إلى 31 أغسطس 2024.

## الجدولة
| د | الدور 1 | ن | النهائي |

| التاريخ        | الجمعة 30 | الجمعة 30 | السبت 31 | السبت 31 |
| المسابقة       | ص         | م         | ص        | م        |
| -------------- | --------- | --------- | -------- | -------- |
| تي 11 5000 متر | ن         |           |          |          |
| تي 13 5000 متر |           |           | ن        |          |
| تي 54 5000 متر |           | د         |          | ن        |

## جدول الميداليات
فيما يلي ملخص للميداليات الممنوحة في جميع منافسات سباقات 5000 متر.
| Classification | الذهبية                             | الذهبية     | الفضية                                             | الفضية      | البرونزية                                         | البرونزية |
| -------------- | ----------------------------------- | ----------- | -------------------------------------------------- | ----------- | ------------------------------------------------- | --------- |
| تي 11          | خوليو سيزار أغريبينو · البرازيل     | 14:48.85 WR | كينيا كاراساوا · اليابان                           | 14:51.48 AR | يلتسين جاكيس · البرازيل                           | 14:52.61  |
| تي 13          | ياسين أوهدادي · إسبانيا             | 15:50.64    | ألكساندر كوستين · الرياضيون البارالمبيون المحايدين | 15:52.36    | أنطون كولياتين · الرياضيون البارالمبيون المحايدين | 15:55.23  |
| تي 54          | دانييل رومانتشوك · الولايات المتحدة | 10:55.28    | مارسيل هغ · سويسرا                                 | 10:55.77    | فيصل الراجحي · الكويت                             | 10:55.99  |

## النتائج
فيما يلي نتائج السباقات النهائية لجميع الفئات في سباق 5000 متر رجال. تفاصيل إضافية لكل مسابقة، بما في ذلك نتائج التصفيات وأنصاف النهائيات عند الحاجة، متوفرة في الصفحة المخصصة لتلك المسابقة.

### تي 11
جرى السباق النهائي لهذه الفئة في يوم 30 أغسطس 2024 على الساعة 10:06:
| الترتيب | الاسم                                                                       | الجنسية                          | الزمن    | ملاحظات |
| ------- | --------------------------------------------------------------------------- | -------------------------------- | -------- | ------- |
| الأول   | خوليو سيزار أغريبينو المرشد: ميكائيل باتيستا سانتوس المرشد: إيديلسون ألميدا | البرازيل                         | 14:48.85 | WR      |
| الثاني  | كينيا كاراساوا المرشد: تاكوما شيميزو المرشد: كوجي كوباياشي                  | اليابان                          | 14:51.48 | AR      |
| الثالث  | يلتسين جاكيس المرشد: غييرمو دوس أنخوس المرشد: أنطونيو باريتو                | البرازيل                         | 14:52.61 | PB      |
| 4       | شينيا وادا المرشد: هيبيكي كوادا المرشد: تاكومي هاسيبي                       | اليابان                          | 15:16.41 |         |
| 5       | خيمي كايسيدو المرشد: إسرائيل أريلانو المرشد: دانيال تارامويل                | الإكوادور                        | 15:24.69 |         |
| 6       | روسبيل غيين المرشد: خوسيه لويس روجاس                                        | بيرو                             | 15:28.62 |         |
| 7       | داوين غاسترو المرشد: سيباستيان روزيرو المرشد: دييغو أريفالو                 | الإكوادور                        | 15:50.65 |         |
| —       | فيدور رودكوف المرشد: أندري سافرونوف                                         | الرياضيون البارالمبيون المحايدين | DNF      |         |
| —       | صامويل موشاي كيماني المرشد: برنارد كورير المرشد: جون كيبشومبا               | كينيا                            | DQ       | R7.12.2 |

### تي 13
جرى السباق النهائي لهذه الفئة في يوم 31 أغسطس 2024 على الساعة 10:14:
| الترتيب | الاسم                      | الجنسية                          | الزمن    | ملاحظات |
| ------- | -------------------------- | -------------------------------- | -------- | ------- |
| الأول   | ياسين أوهدادي              | إسبانيا                          | 15:50.64 |         |
| الثاني  | ألكساندر كوستين            | الرياضيون البارالمبيون المحايدين | 15:52.36 |         |
| الثالث  | أنطون كولياتين             | الرياضيون البارالمبيون المحايدين | 15:55.23 |         |
| 4       | سيكستو رومان موريتا كريولو | الإكوادور                        | 16:06.79 |         |
| 5       | غيوم وويليت                | كندا                             | 16:07.71 |         |
| 6       | جون لوكيدي                 | كينيا                            | 16:10.06 |         |
| 7       | ميكائيل آل                 | تركيا                            | 16:12.45 |         |
| —       | جاريد كليفورد              | أستراليا                         | DQ       | R7.9.5  |

### تي 54
جرى السباق النهائي لهذه الفئة في يوم 31 أغسطس 2024 على الساعة 20:39:
| الترتيب | الاسم            | الجنسية          | الزمن    | ملاحظات |
| ------- | ---------------- | ---------------- | -------- | ------- |
| الأول   | دانييل رومانتشوك | الولايات المتحدة | 10:55.28 |         |
| الثاني  | مارسيل هغ        | سويسرا           | 10:55.78 |         |
| الثالث  | فيصل الراجحي     | الكويت           | 10:55.99 |         |
| 4       | ما تشو           | الصين            | 10:56.20 | SB      |
| 5       | سايشون كونجين    | تايلاند          | 10:56.26 |         |
| 6       | لو شينغتشوان     | الصين            | 10:56.48 | SB      |
| 7       | برينت لاكاتوس    | كندا             | 10:56.73 |         |
| 8       | ديفيد وير        | بريطانيا العظمى  | 10:56.88 |         |
| 9       | برايان سيمان     | الولايات المتحدة | 12:47.92 |         |
| —       | بوتاريت خونغراك  | تايلاند          | DNF      |         |